# Arothron caeruleopunctatus
Poisson-ballon à taches bleues
Espèce
Statut de conservation UICN

 LC  : Préoccupation mineure
Arothron caeruleopunctatus, ou communément nommé Poisson-ballon à taches bleues, est une espèce de poisson marin démersale de la famille des tétrodons. 

## Description
Arothron caeruleopunctatus est un poisson de taille moyenne pouvant atteindre 80 cm de long. Son corps est ovale, globuleux et relativement allongé. Le corps ne possède pas d'écailles ni de nageoires pelviennes. La nageoire dorsale et anale sont de taille réduite, situées bien en arrière du corps de manière symétrique. Sa bouche est terminale et dotée de quatre fortes dents. Il a deux paires de narines sur son court museau.
La livrée est variable mais la couleur de fond est gris bleuté sauf la partie ventrale qui est blanchâtre, une tache jaunâtre de dimension et au contour irrégulier recouvre la partie dorsale, la surface du corps est également constellée de taches blanches à bleues en forme de grain de riz, les yeux sont entourés de lignes concentriques.

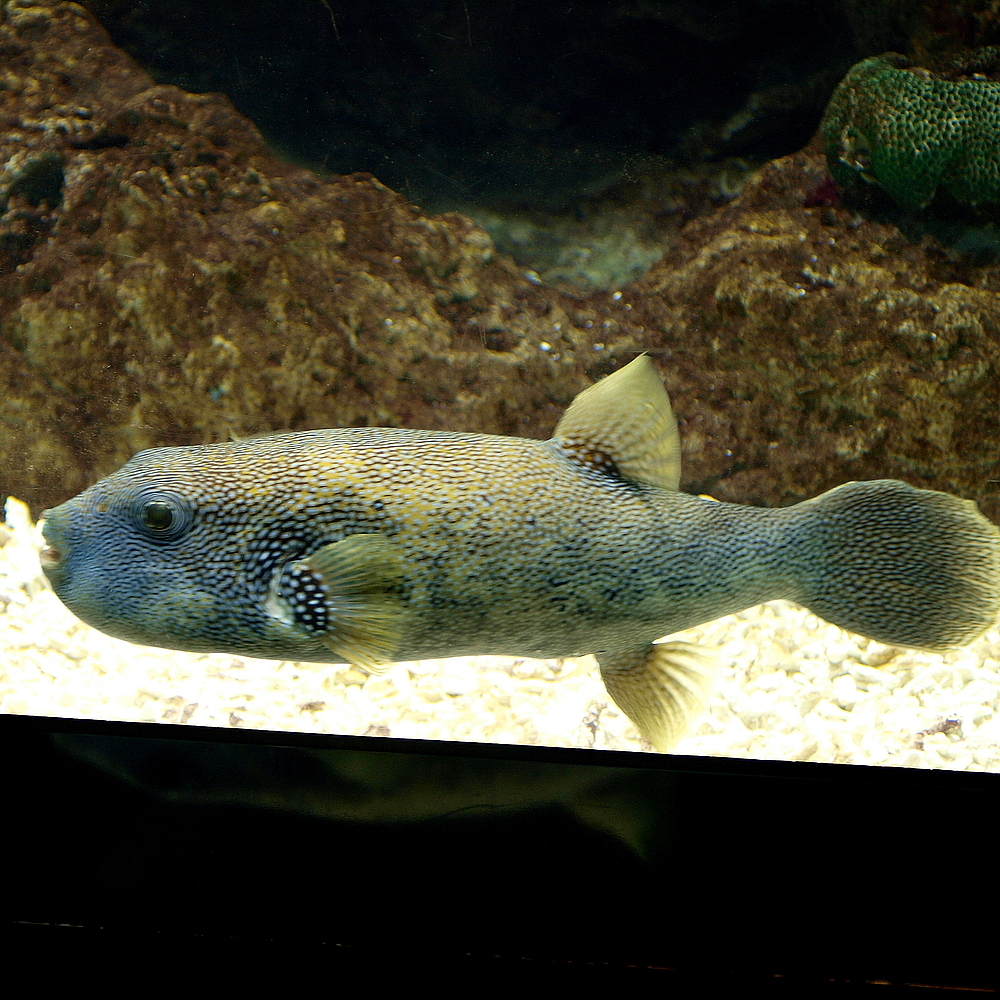

Cette espèce a longtemps été confondue avec le proche Arothron stellatus, qui a les points noirs. Les deux espèces ne sont distinguées que depuis 1994. 

## Distribution & habitat
Il fréquente les eaux tropicales et subtropicales des îles océaniques du  centre de l'Océan Indien  à l'ouest de l'Océan Pacifique. Il affectionne les pentes externes des zones rocheuses et des récifs coralliens et ce de la surface à 25 m de profondeur. 

## Alimentation
Il se nourrit d'invertébrés benthiques.

## Comportement
Cet Arothron une activité diurne, il est solitaire et farouche.